# Tacuarembó (ville)
Pour les articles homonymes, voir Tacuarembó (homonymie).
Tacuarembó est une ville de l'Uruguay, siège d'une municipalité, et la capitale du département du Tacuarembó.

## Histoire
Ce fut sur les terres de la future ville que fut déclaré la bataille de Tacuarembó le 22 janvier 1820 qui vit la défaite cuisante de l'armée de José Artigas face à celle portugaise.
La ville a été fondée le 27 janvier 1832 sous le nom de San Fructuoso et le 17 juin 1912, elle a été élevée au rang de ville (ciudad) et a été dans le même temps rebaptisée en Tacuarembó. On peut noter qu'il s'agit de la seule ville d'Uruguay qui porte un nom indien.

## Population
Sa population urbaine est de 51 224 habitants

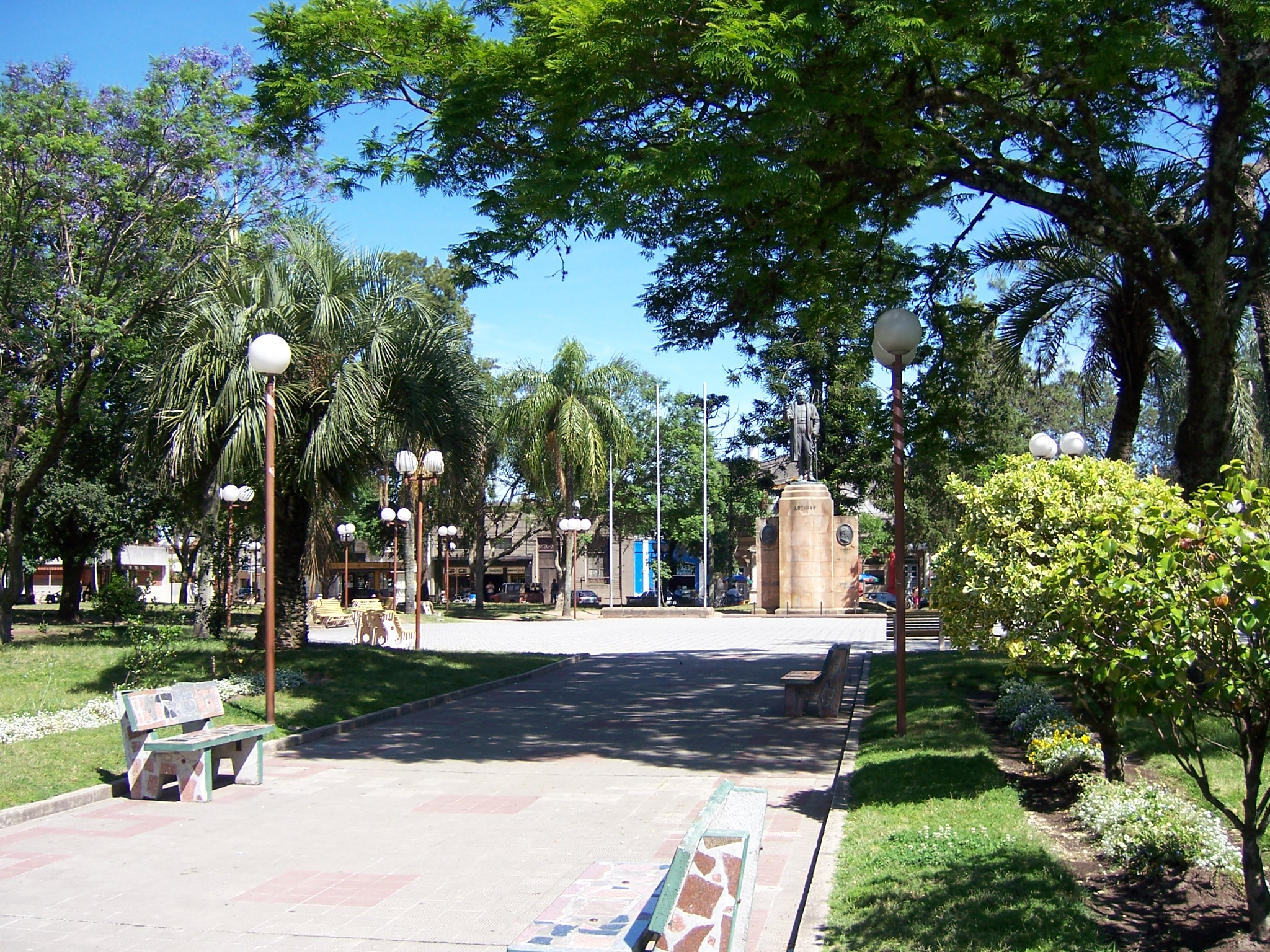
Carré Artigas
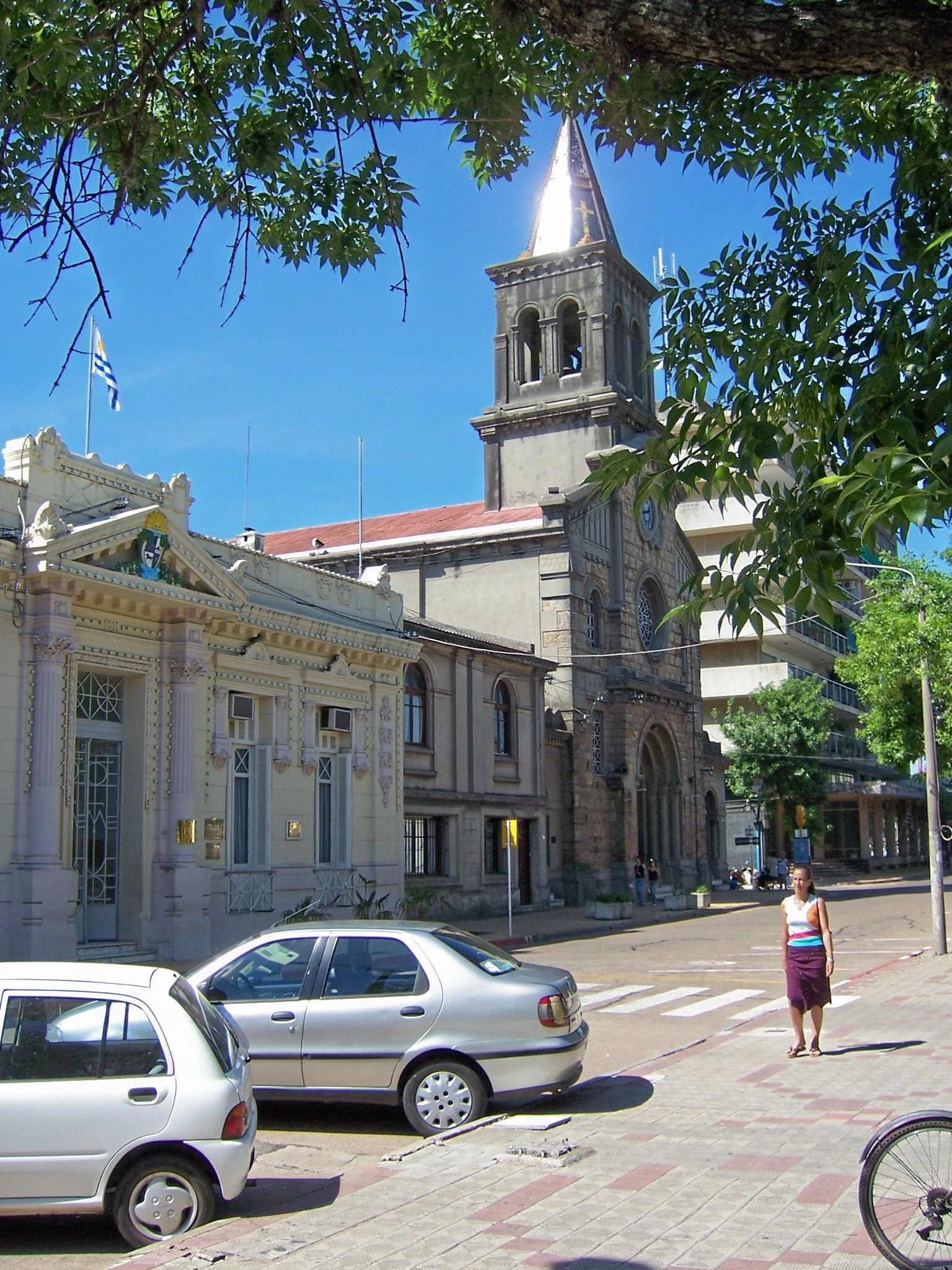
Église

| Année | Population |
| ----- | ---------- |
| 1963  | 41 521     |
| 1975  | 37 692     |
| 1985  | 40 511     |
| 1996  | 45 891     |
| 2004  | 51 224     |

Référence,:
- Carré Artigas
- Église

## Sport
Le Tacuarembó FC est un club de football participant au championnat d'Uruguay de football.

## Personnalités
- Washington Benavides, poète et musicien.
- Víctor Licandro, journaliste, homme politique et général.
- Richard Mascarañas, coureur cycliste.
- Andrés Silva, athlète.
- Yves Petit de la Villéon, consul de France, aquarelliste fameux.

### Polémique autour de la naissance de Carlos Gardel
Selon la théorie dite uruguayista ("uruguayiste"), le célèbre compositeur de tango Carlos Gardel serait né à Tacuarembó. Cette théorie est souvent confrontée à la théorie dite francesista ("françaisiste"), qui appuie la naissance de Gardel à Toulouse. La question est souvent polémique parmi les puristes du compositeur. Cependant, dans le livre El Padre de Gardel, les auteurs Juan Carlos Esteban, Georges Galopa et Monique Ruffié donnent les conclusions d'une enquête de plus de dix ans, à ce jour la plus poussée sur le sujet,. Ces conclusions vont dans le sens de la naissance de Gardel à Toulouse, et semblent définitivement enterrer la possibilité de la naissance uruguayenne à Tacuarembó.

## Liens connexes
- Bataille de Tacuarembó
- Museo Carlos Gardel